# 修道司祭
修道司祭（しゅうどうしさい）とは、正教会、カトリック教会、聖公会において、修道士かつ司祭である者を言う。

## 正教会
正教会では、修道誓願を行った修道士が司祭に叙聖されるか、もしくは在俗司祭が修道士になると、修道司祭となる。在俗司祭が修道士になる場合、妻帯していた場合は妻も女子修道院に入る事が求められる。妻と死別した在俗司祭が修道院に入る事例と合わせ、このようなケースは珍しいものではない。
なお独身の司祭であっても、修道士でない場合には修道司祭ではない。例えば妻に先立たれた在俗司祭は、修道司祭ではなく単に司祭と呼ばれる（独身の輔祭であっても、修道士となっていなければ修道輔祭ではないのと同様）。
正教会では主教は修道士から選ばれる事になっており、修道司祭は典院・掌院などに昇叙されて主教候補とされる事がある。
クロブーク（修道帽）を被っているため、在俗司祭と外見上の見分けがつく。

### 各国語での表記
- ギリシャ語: Ἱερομόναχος
- ロシア語: Иеромонах
- 英語: Hieromonk

## カトリック教会
カトリック教会では、在俗の教区司祭とは別に、男性修道者の中で叙階を受けたものが「修道士会員」と区別して「司祭会員」もしくは「修道司祭」と呼ばれる。
教区司祭は教区に籍を置いて小教区（教会）で暮らすが、修道司祭は修道会に属して修道院で生活する。もっとも、小教区の宣教司牧を教区の司教から委ねられている場合は、当該教会で生活する場合もある。